# ハードペースト
ハードペーストとは、主にアジア産の陶磁器用のポーセリン素地のことを指す。カオリン（カオリナイト;ケイ酸金属化合物）を含む粘土のこと。この素材から焼き上がったものを日本では磁器という。

## 概要
シルクロードから大航海時代にかけて、ヨーロッパを中心にその名を馳せた東洋の陶磁器類。それまでヨーロッパの土ではできなかった乳透明のポーセリンは大変貴重がられ、高値で売買された。東南アジアや朝鮮半島、日本で採れる土には自然発生した硝石や石灰が地盤の圧力で混合されており、高温にさらすと化学変化を起こしガラス質に変わる最適のものであった。
ヨーロッパではこれをハードペースト、つまり硬式粘土と呼び、人工的に作られたヨーロッパ産のポーセリン粘土は逆にソフトペースト（軟式粘土）と呼ばれた。日本風に言えばソフトペーストが陶器であり、ハードペーストが磁器である。磁器の焼成温度によって区別される軟質磁器（ソフトポーセリン）と硬質磁器（ハードポーセリン）とはまた違う。
アジア大陸で採れる土には主に長石、カオリン（ケイ酸アルミニウム）、水晶、石灰等のミネラルが含まれている。
現在、世界的に有名な陶磁器ブランド（フンメルやノリタケ等）では東南アジア製のハードペーストに薬品やミネラルを調合し、独自のブレンドでそれぞれメーカーの味が出る様にしている。

## 関連
- ソフトペースト
- ボーンチャイナ
- 胎土